# ميت القائد
قرية ميت القايد هي إحدى القرى التابعة لمركز العياط في محافظة الجيزة في جمهورية مصر العربية. حسب إحصاءات سنة 2006، بلغ إجمالي السكان في ميت القايد 9484 نسمة، منهم 4971 رجل و 4513 امرأة.